# Chaenocarpus
Chaenocarpus är ett släkte av svampar som beskrevs av Johann Friedrich Rebentisch. Chaenocarpus ingår i familjen kolkärnsvampar, ordningen kolkärnsvampar, klassen Sordariomycetes, divisionen sporsäcksvampar och riket svampar.
Släktet innehåller bara arten Chaenocarpus setosus.